# Tatum O’Neal

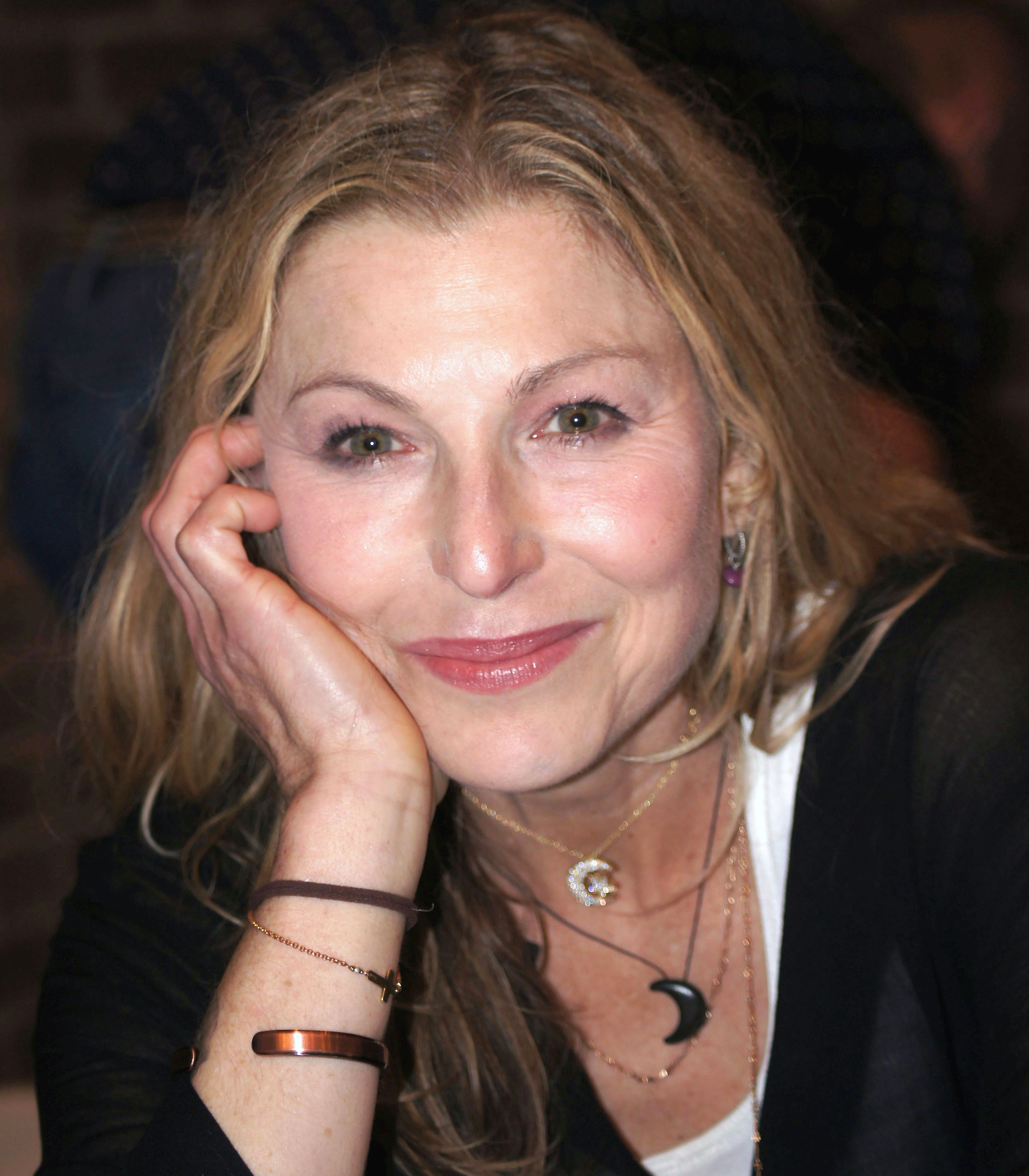
Tatum O’Neal (2019)

Tatum Beatrice O’Neal (* 5. November 1963 in Los Angeles, Kalifornien) ist eine US-amerikanische Schauspielerin. 1974 wurde sie als Kinderdarstellerin für ihr Filmdebüt in Paper Moon mit dem Oscar als Beste Nebendarstellerin ausgezeichnet.

## Leben

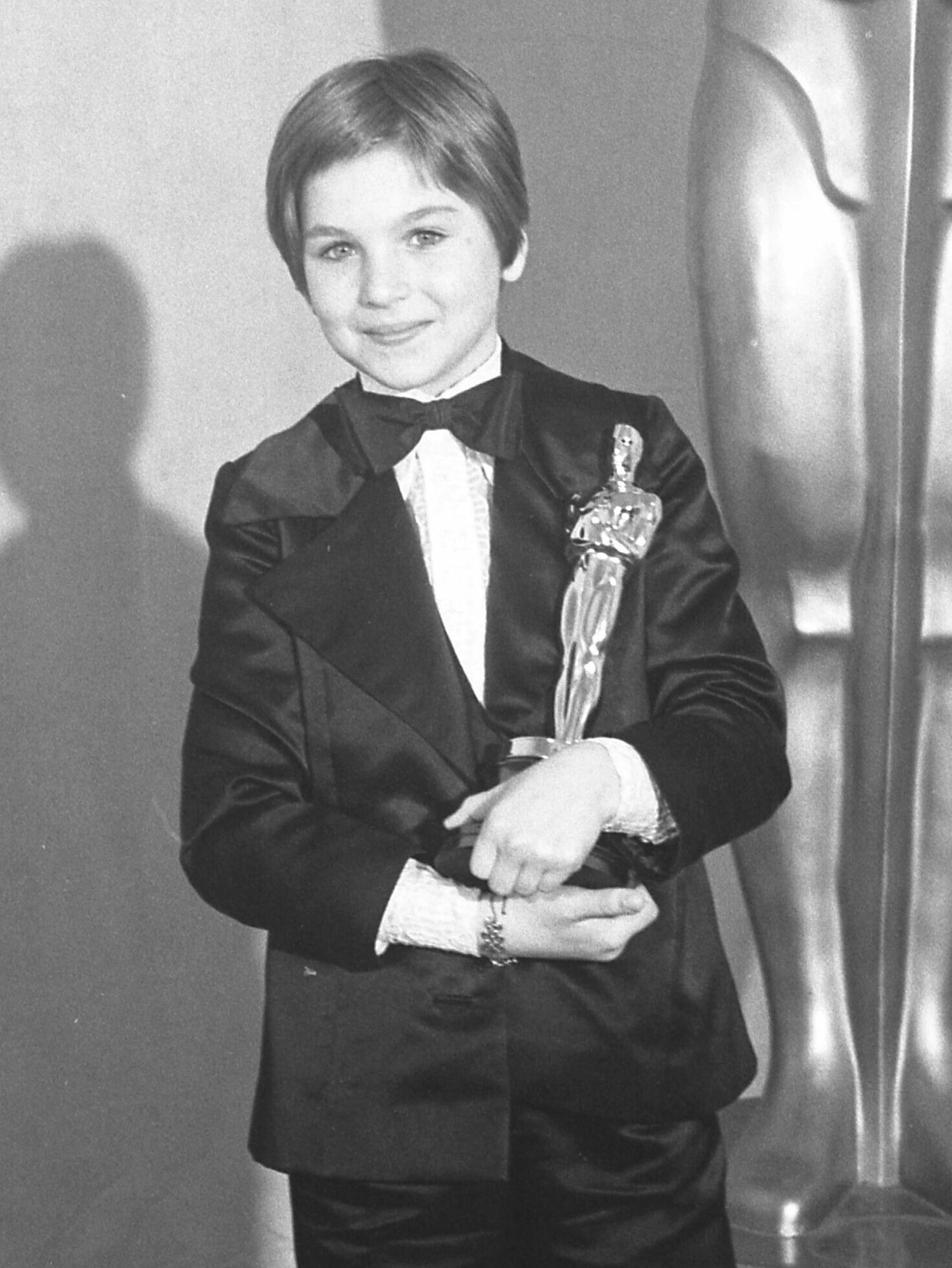
Tatum O’Neal mit ihrem Oscar für Paper Moon (1974)

### Schauspielkarriere
Tatum O’Neal wuchs in Los Angeles auf und besuchte dort die Hollywood Professional School, die sie jedoch vorzeitig verlassen musste. Ihre Eltern, die Schauspieler Ryan O’Neal und Joanna Moore, heirateten 1963 und ließen sich 1967 scheiden. Ihr jüngerer Bruder Griffin O’Neal war ebenfalls als Schauspieler tätig. Ihr Großvater väterlicherseits war der Drehbuchautor Charles O’Neal. 
Für ihren ersten Spielfilm, Paper Moon (1973), an der Seite ihres Vaters, erhielt sie im Alter von zehn Jahren einen Oscar. Damit wurde sie zur bis dahin jüngsten Oscar-Gewinnerin, die mit einem regulären Preis ausgezeichnet wurde, und avancierte zum bestbezahlten Kinderstar der 1970er Jahre. So spielte sie etwa Hauptrollen in der Baseball-Komödie Die Bären sind los (1976) an der Seite von Walter Matthau und in dem Pferdefilm Alles Glück dieser Erde (1978) neben Christopher Plummer und Anthony Hopkins.
Im Anschluss an die Komödie Kleine Biester endete 1980 ihre Karriere als Jugendstar, in den 1980er- und 1990er-Jahren wirkte sie nur sporadisch an Film- und Fernsehproduktionen mit. Etwa seit der Jahrtausendwende steht sie wieder häufiger vor der Kamera, muss sich aber meist mit Rollen in B-Movies oder Gastrollen in Fernsehserien begnügen. 2004 erschien ihre Autobiographie unter dem Titel A Paper Life (in Deutschland unter dem Titel Und mein Leben beginnt jetzt, 2005), in der sie unter anderem den Kampf gegen ihre Heroin-Abhängigkeit beschreibt. Von 2006 bis 2007 spielte sie in der Serie Wicked Wicked Games die Hauptrolle der psychotischen und rachsüchtigen Blythe Hunter.

### Privates
1982 war sie für kurze Zeit mit Michael Jackson liiert. 1984 lernte sie den Tennisspieler John McEnroe kennen und heiratete diesen am 1. August 1986 in Oyster Bay, New York. Aus der Ehe gingen zwei Söhne und eine Tochter hervor. Im November 1992 wurde die Ehe geschieden. 1996 wurde eine Tablettenabhängigkeit bekannt, die O’Neal therapieren ließ. Das Sorgerecht für die gemeinsamen Kinder erhielt 1998 John McEnroe. 
O’Neals Verhältnis zu ihrem Vater war jahrelang von Spannungen geprägt, unter anderem, weil er sie schon in frühem Alter an Drogen herangeführt haben soll. 2008 wurde O’Neal beim Versuch, in der Nähe ihrer Wohnung Kokain zu kaufen, verhaftet. 2020 erlitt sie wegen einer Überdosis verschreibungspflichtiger Medikamente einen Schlaganfall. Sie lag rund sechs Wochen im Koma.

## Filmografie (Auswahl)
- 1973: Paper Moon
- 1976: Die Bären sind los (The Bad News Bears)
- 1976: Nickelodeon
- 1978: Alles Glück dieser Erde (International Velvet)
- 1980: 2 Herzen voller Liebe (Circle of Two)
- 1980: Kleine Biester (Little Darlings)
- 1981: Prisoners
- 1984: Große Märchen mit großen Stars (Shelley Duvall’s Faerie Tale Theatre, Fernsehserie)
- 1985: In der Hitze von New York (Certain Fury)
- 1989: CBS Schoolbreak Special (Fernsehserie, Folge 6x05)
- 1992: Little Noises
- 1993: Eine Frau auf der Flucht – Die Lawrencia Bembenek Story (Woman on the Run: The Lawrencia Bembenek Story, Fernsehfilm)
- 1996: Basquiat
- 2002: The Scoundrel’s Wife
- 2003: The Technical Writer
- 2003: Sex and the City (Fernsehserie, Folge 6x09)
- 2004: Meine wilden Töchter (8 Simple Rules … for Dating My Teenage Daughter, Fernsehserie, Folge 2x15)
- 2004: Criminal Intent – Verbrechen im Visier (Law & Order: Criminal Intent, Fernsehserie, Folge 4x01)
- 2004–2011: Rescue Me (Fernsehserie, 35 Folgen)
- 2006: My Brother
- 2006–2007: Wicked Wicked Games (Fernsehserie, 49 Folgen)
- 2008: Sexy Biester in der High School (Fab Five: The Texas Cheerleader Scandal, Fernsehfilm)
- 2010: The Runaways
- 2011: Last Will
- 2012: Immer Ärger mit 40 (This Is 40)
- 2013: Mr. Sophistication
- 2014: Broadway Therapy (She’s Funny That Way)
- 2015: Sweet Lorraine
- 2017: Criminal Minds (Fernsehserie, Folge 12x16)
- 2017: Rock, Paper, Scissors
- 2018: Runaway Romance (Fernsehfilm)
- 2018: Gott ist nicht tot – Ein Licht in der Dunkelheit (God’s Not Dead: A Light in Darkness)
- 2019: The Assent
- 2020: Troubled Waters
- 2021: Not to Forget

## Theater
- 1992: A Terrible Beauty
- 1995: Ecstasy

## Auszeichnungen
- 1973: Golden Globe Award in der Kategorie Beste Nachwuchsdarstellerin für Paper Moon
- 1973: Nominierung für den Golden Globe Award in der Kategorie Beste Hauptdarstellerin – Komödie oder Musical für Paper Moon
- 1974: Oscar in der Kategorie Beste Nebendarstellerin für Paper Moon
- 1974: David di Donatello in der Kategorie Beste ausländische Darstellerin für Paper Moon (zusammen mit Barbra Streisand für So wie wir waren)
- 1976: NATO (National Association of Theatre Owners) Star of the Year Award
- 2002: Darstellerpreis beim San Diego Film Festival für The Scoundrel’s Wife

## Veröffentlichung
- Und mein Leben beginnt jetzt. Ins Deutsche übertragen von Theda Krohm-Linke, Blanvalet, München 2005, ISBN 3-8090-3031-7 (Autobiographie).